# Nierówność Chernoffa
Nierówność Chernoffa dostarcza silnych oszacowań prawdopodobieństwa, że suma jednakowych niezależnych zmiennych losowych przekracza pewną liczbę rzeczywistą.

## Definicje
Aby sformułować jasno nierówność Chernoffa, należy wcześniej zdefiniować parę pojęć. Niech {\displaystyle M_{X}(t)=\mathbb {E} e^{Xt}} będzie funkcją tworzącą momenty, niech {\displaystyle \Lambda _{X}(t)=\ln M_{X}(t).}
Niech {\displaystyle \Lambda _{X}^{*}(s)=\sup\{st-\Lambda _{X}(t):t\in \mathbb {R} \}.}
Przypomnijmy, że {\displaystyle X_{+}=\max\{X,0\}} i {\displaystyle X_{-}=\max\{-X,0\}} oznaczają część dodatnią i ujemną zmiennej losowej {\displaystyle X.} Zachodzi wzór {\displaystyle X=X_{+}-X_{-}.}

## Twierdzenie
Niech {\displaystyle X,X_{1},X_{2},\dots ,X_{n}} będą niezależnymi zmiennymi losowymi, {\displaystyle S_{n}=\sum _{i=1}^{n}X_{i}} oraz
{\displaystyle {\bar {S_{n}}}={\frac {S_{n}}{n}}.} Wówczas jeżeli {\displaystyle \mathbb {E} X_{+}<\infty } lub {\displaystyle \mathbb {E} X_{-}<\infty ,} to
{\displaystyle \mathbb {P} ({\bar {S_{n}}}\geqslant s)\leqslant \exp(-n\Lambda _{X}^{*}(s))\;{\text{dla}}\;s\geqslant \mathbb {E} X}
oraz
{\displaystyle \mathbb {P} ({\bar {S_{n}}}\leqslant s)\leqslant \exp(-n\Lambda _{X}^{*}(s))\;{\text{dla}}\;s\leqslant \mathbb {E} X.}

## Szkic dowodu
Zauważmy, że
{\displaystyle \mathbb {P} ({\bar {S_{n}}}\geqslant s)=\mathbb {P} (S_{n}\geqslant sn)=\mathbb {P} (e^{tS_{n}}\geqslant e^{tsn}){\stackrel {Markow}{\leqslant }}e^{-tsn}\mathbb {E} e^{tS_{n}}=e^{-tsn}(M_{X}(t))^{n}=\exp(-n(st-\ln M_{X}(t))).}
Ponieważ lewa strona nie jest zależna od zmiennej {\displaystyle t,} to mamy również
{\displaystyle \mathbb {P} ({\bar {S_{n}}}\geqslant s)\leqslant \exp(-n\sup _{t\geqslant 0}(st-\ln M_{X}(t)))=\exp(-n\Lambda _{X}^{*}(s)).}
Pozostała część dowodu nierówności to szczegóły techniczne.